# Рацлавкі (Великопольське воєводство)
Рацлавкі (пол. Racławki) — село в Польщі, у гміні Некля Вжесінського повіту Великопольського воєводства.
Населення — 164 особи (2011).
У 1975-1998 роках село належало до Познанського воєводства.

## Демографія
Демографічна структура станом на 31 березня 2011 року:
|          | Загалом | Допрацездатний вік | Працездатний вік | Постпрацездатний вік |
| -------- | ------- | ------------------ | ---------------- | -------------------- |
| Чоловіки | 75      | 14                 | 53               | 8                    |
| Жінки    | 89      | 24                 | 44               | 21                   |
| Разом    | 164     | 38                 | 97               | 29                   |